# Athyrium americanum
Athyrium americanum là một loài thực vật có mạch trong họ Woodsiaceae. Loài này được (Butters) Maxon miêu tả khoa học đầu tiên năm 1918.